# Ryōichi Ikegami
Pour les articles homonymes, voir Ikegami.
Ryōichi Ikegami (池上 遼一, Ikegami Ryōichi) est un dessinateur de manga japonais né le 29 mai 1944, à Takefu (maintenant Echizen), dans la préfecture japonaise de Fukui.
Il est surtout connu pour ses mangas seinen qui tournent généralement autour du milieu du crime japonais. Dans la plupart de ses œuvres, il collabore avec un scénariste et ne s'occupe que du dessin.

## Biographie
Ryōichi Ikegami est né le 29 mai 1944 à Fukui, au Japon.
Après le collège, il commence par peindre des affiches pour le cinéma.
Il publie sa première œuvre en 1961 : Makyō (魔鏡, litt. « Miroir magique »), une histoire courte hors-série. En 1966, son histoire Tsumi no ishiki (罪の意識, litt. « Conscience du péché »), parue dans le magazine de mangas d'avant-garde Garo retient l'attention de Shigeru Mizuki, l'auteur du célèbre Kitaro le repoussant, qui décide de faire de Ryōichi Ikegami son assistant.
Arrivent alors ses premières parutions importantes : le manga original de Spider-Man en 1970 qu'il co-scénarise, et ses premières collaborations avec Kazuo Koike et Tetsu Kariya avec respectivement Aiueo boy (Ｉ・餓男, Aiueobōi) en 1973, et Otoko gumi (男組) en 1974. Par la suite il travaillera également à plusieurs reprises avec Kazuya Kudō, et surtout avec Buronson, scénariste quasi-attitré depuis 1990.
En 2002 il reçoit justement avec Buronson le prix Shōgakukan (catégorie Général/Seinen) de l'année 2002 pour Heat, précédant et succédant ainsi au palmarès à Naoki Urasawa.
De 2011 à 2013, Buronson et Ryōichi Ikegami ont réalisé Lord, libre adaptation de l'Histoire des Trois Royaumes, roman historique chinois du XIVe siècle.
Ryōichi Ikegami est également professeur à l'université des arts d'Osaka, sous la direction de Kazuo Koike.

## Principales œuvres
Années 1970 :
- Spider-Man (スパイダーマン, Supaidāman?), Kōdansha 1970-1971, 8 vol., coscénarisé par Kazumasa Hirai
- Aiueo boy (Ｉ・餓男, Aiueobōi?), Shōgakukan 1973-1977, 5 vol., scénario de Kazuo Koike
- Otoko gumi (男組?), Shōgakukan 1974-1979, 25 vol., scénario de Tetsu Kariya[7].

Années 1980 :
- Otoko Ōzora (男大空?), Shōgakukan 1980-1982, 15 volumes, scénario de Tetsu Kariya
- Kizuoi-bito (傷追い人?), Shōgakukan 1982-1986, 11 volumes, scénario de Kazuo Koike
- Mai (舞?) Shōgakukan 1985-1986 (Mai, Semic 1995), 6 volumes, scénario de Kazuya Kudō[8].
- Crying Freeman (クライングフリーマン, Kuraingu Furīman?), Shōgakukan 1986-1988 (Glénat 1995, Kabuto 2005, traduction d'Alain Roy et Kinuko Kasai), 9 volumes, scénario de Kazuo Koike[9]. Entre 2023 et 2024, Glénat réédite la série en 5 tomes avec une traduction de Djamel Rabahi[10]. Adapté en animation (6 OAV) par la Toei Animation entre 1988 et 1994[11].
- Nobunaga (信長?), Shōgakukan 1986-1990, 7 volumes, scénario de Kazuya Kudō sur la vie de Nobunaga Oda

Années 1990 :
- Offered (オファード, Ofādo?), Shōgakukan 1990-1991, 4 volumes, scénario de Kazuo Koike
- Sanctuary (サンクチュアリ, Sankuchuari?), Shōgakukan 1990-1995 (Glénat 1996, et 2022, Kabuto 2004, trad. Sébastien Bigini), 12 volumes, scénario de Buronson[12].
- BOX (BOX 暗い箱, Bokkusu kurai hako?), Shōgakukan 1991, one shot, scénario de Caribu Marley
- Oritsuin kumomaru no shōgai (王立院雲丸の生涯?), Shōgakukan 1991-1992, 2 volumes, scénario de Ōji Hiroi
- Odyssey (オデッセイ, Odessei?, Odyssée), Shōgakukan 1995-1996, 3 volumes, scénario de Buronson
- Kindai Nihon bungaku meisaku-sen (近代日本文学名作選?, litt. « Sélection d'œuvres de littérature japonaise moderne »), Shōgakukan 1995-1997 (Nouvelles de littérature japonaise, Tonkam 1999), one shot. Ce livre est une adaptation en bande dessinée des nouvelles suivantes[13] :
  - Ryunosuke Akutagawa, Figures infernales, 1918
  - Ranpo Edogawa, Madame Osei, 1926
  - Kan Kikuchi, L'Amour de Tojuro, 1919
  - Shūgorō Yamamoto, La Porte de Matsukaze, 1940
  - Kyōka Izumi, L'Histoire du Donjon, 1917
- Strain (ストライン, Sutorain?), Shōgakukan 1996-1998 (Akuma 2002, trad. Éric Bufkens et Julien Pouly), 5 vol., scénario de Buronson[14].
- Heat (HEAT-灼熱-, Hīto shakunetsu?), Shōgakukan 1999-2004 (Kabuto 2005, traduction d'Alain Roy et Kinuko Kasai), 17 volumes, scénario de Buronson[15].

Années 2000 :
- Lord (覇-LORD-, Lōdo?), Shōgakukan 2004-2011 (Pika Édition 2008-2010, trad. Taro Ochiaï), 22 volumes, scénario de Buronson inspiré de l'Histoire des Trois Royaumes[16].
- Shurayuki hime - gaiden (修羅雪姫・外伝?, litt. « Lady Snowblood - side story »), Koike Shoin 2009, one shot, scénario de Kazuo Koike

Années 2010 :
- Soul, Lord chapitre 2 (ＳＯＵＬ　覇　第２章, Souru Rōdo dai 2 shō?), Shōgakukan 2011-2013, 3 vol., scénario de Buronson
- Rokumonsen rock (六文銭ロック?), Shōgakukan 2014-2015, 4 vol., scénario de Buronson
- Adam to Eve (アダムとイブ, Adamu to Ibu?), Shōgakukan 2015-2016 (Adam et Eve, Kaze Manga, 2017), 2 vol., scénario de Hideo Yamamoto[17].
- Wild & Beauty no egakikata (ワイルド&ビューティーの描き方, Wairudo & byūtī no egakikata?), Genkōsha 2016, artbook
- Begin, Shōgakukan 2016-2020, scénario de Buronson[18].
- Trillion Game (トリリオンゲーム, Toririon Gēmu?), Shōgakukan 2020- (Glénat, depuis 2022), scénario de Riichiro Inagaki

## Récompenses
- 2001 : Prix Shōgakukan pour Heat (scénario de Buronson)[19].
- 2023 : Fauve d'honneur au Festival d'Angoulême 2023[20] lors duquel une exposition lui est consacrée.